# 佟養甲
佟養甲（？—1648年），漢軍正藍旗人，清朝官員，於1647年－1648年期間奉旨擔任首任廣東總督。

## 生平
1647年3月9日，佟養甲平定梧州。後來又與李成棟擊破廣西的紹武帝政權。1647年6月15日，任命佟養甲奉旨擔任廣東總督。
1648年廣東提督李成棟反正歸附南明永曆政權，佟養甲被迫降明，被永曆帝封為襄平伯。後來佟養甲向清方表示願意充當內應的書信被截獲，為李成棟養子李元胤設計誅殺。